# Mito HollyHock
Mito HollyHock (Japans: 水戸ホーリーホック, Mito Hōrīhokku) is een Japanse club die uitkomt in de J-League 2. De club heeft haar thuisbasis in de stad Mito in de prefectuur Ibaraki.

## Geschiedenis
Mito HollyHock wordt in 1991 opgericht als Prima Ham Football Club. Na een paar succesvolle campagnes eindigde het in 1996 tweede in de regionale divisie en werd het toegelaten tot de Japan Football League. Het veranderde de clubnaam toen naar de huidige. HollyHock verwijst naar het symbool van de prefectuur Ibaraki, de bloem Hollyhock. Deze stamt weer af van een familieclan, van de Tokugawa.
In 1999 verdiende Mito HollyHock promotie naar de J-League 2, hier kwam het voor het eerst uit in 2000. De club had echter grote financiële problemen en het profbestaan was eind 2002 serieus in gevaar tot de prefectuur bijsprong. Sindsdien is de club stabiel, maar bij absentie van meer financiële middelen en voetbalsupporters lijkt de club gedoemd tot een minieme rol in de J-League 2.

## Eindklasseringen
- Eerst wordt de positie in de eindranglijst vermeld, daarna het aantal teams in de competitie van het desbetreffende jaar. Voorbeeld 1/18 betekent plaats 1 van 18 teams in totaal.

| Jaar | J1 | J2    |
| ---- | -- | ----- |
| 2000 |    | 9/11  |
| 2001 |    | 11/12 |
| 2002 |    | 10/12 |
| 2003 |    | 7/12  |
| 2004 |    | 9/12  |
| 2005 |    | 10/12 |
| 2006 |    | 10/13 |
| 2007 |    | 12/13 |

## Bekende (oud-)spelers
- Kota Yoshihara
- Takayuki Suzuki
- Sérgio Luís Donizetti
- Francisco Fernández
- Nguyễn Công Phượng